# Bucle (programació)
Un bucle o cicle, en programació, és una sentència que es realitza diverses vegades a una secció aïllada del codi, fins que la condició assignada al bucle deixa de complir-se.
Generalment, un bucle s'utilitza per fer una acció repetitiva sense haver d'escriure diversos cops el mateix codi, cosa que estalvia temps, deixa el codi més clar i facilita la seva modificació en el futur.
El bucle i els condicionals representen la base de la programació estructurada. És una evolució del codi assemblador, on l'única possibilitat d'iterar un codi era establir una sentència jump (que en els llenguatges de programació es va substituir pel "anar a" o GOTO).
Els tres bucles més utilitzats en la programació són el "bucle while", el "bucle for" i el "bucle repetir".
Exemple en codi C de sentències repetides:
```
 int var=0;

 //codi que pot ser substituït per un bucle
 var = var + 2; //var igual a 2 (pot ser substituït per var+=2)
 var = var + 2; //var igual a 4
 var = var + 2; //var igual a 6
 var = var + 2; //var igual a 8
 var = var + 2; //var igual a 10
 // final del codi que pot ser substituït per un bucle

 printf("el resultat és %i", var);

```

Exemple de bucle:
```

 int var=0;

 //Codi del bucle
 int i;

 // aquest és el Bucle for
 for(i=0;i<10;i+=2)
 { 
 var += 2; 
 }

 printf("el resultat és %i", var);

```

Alguns llenguatges de programació tenen sentències que permeten "escapar" dels bucles sense arribar a la condició final, amb el trencar-ho el tornar.
Exemple escapant d'un bucle en Visual Basic 1:
```

 Dim h&, var&
 var = 0

 'Codi del Bucle
 do
 var = var + 2

 if var = 10 then 'Codi per sortir del bucle
 goto escape
 end if
 loop

 escape:
 print "El resultat és " & var

```

Exemple escapant d'un bucle en Visual Basic 2:
```

 Dim h&, var&
 var = 0

 'Codi del Bucle
 do
 var = var + 2

 if var = 10 then 'Codi per sortir del bucle
 exit do
 end if
 loop

 print "El resultat és " & var

```